# Gedenkstätte Tornau
Die Gedenkstätte Tornau ist eine denkmalgeschützte Gedenkstätte in der Ortschaft Tornau im Ortsteil Muschwitz der Stadt Lützen in Sachsen-Anhalt. Im örtlichen Denkmalverzeichnis ist die Gedenkstätte unter der Erfassungsnummer 094 87007 als Baudenkmal verzeichnet.
Das besondere an der Gedenkstätte Tornau ist, dass sie nicht nur für die Gefallenen des Ersten Weltkriegs, sondern auch für die Heimgekehrten errichtet wurde. Die Gedenkstätte ist eine dreiflügelige Stele, die am östlichen Ortsrand zu finden ist. Alle drei Flügel tragen eine eigene Inschrift. Der linke Flügel trägt die Inschrift Fürs Vaterland starben: und Es kehrten zurück: sowie die Namen der Gefallenen und der Heimkehrer. Die Inschrift in der Mitte lautet 1914 – 1918, Dem Gedächtnis unserer Gefallenen die dankbare Gemeinde und Rechts Ihren im Weltkrieg 1914 – 1918 Gefallenen zur Ehre und zum Gedächtnis, Gemeinde Muschwitz. 

## Quelle
- Gedenkstätte Tornau, abgerufen am 14. September 2017.